# Gradina (Salona)
Gradina egy középkori vár romja Horvátországban, a Split-Dalmácia megyei Salona település területén. 

## Fekvése
A plébániatemplomtól 250 méterre északkeletre, a Jadro folyó jobb partján állnak a maradványai.

## Története
A vár építésének pontos ideje vitatott. Don Frane Bulić és Ljubo Karaman úgy vélték, hogy a 14. századból származik, és a spliti érsek, Hugolin de Mala Branca építtette. Mások szerint viszont a törökök építették 1531 körül, a Klissza meghódítására irányuló erőfeszítések részeként, amelyek 1499-ben kezdődtek. Egy ismeretlen krónikás szerint Husszein boszniai pasa építtette fel 1531-ben, és a munkálatokat 15 nap alatt fejezték be. Eszerint ez a térség egyik legrégebbi oszmán műemléke. 
A klisszai védelem sokáig ellenállt a támadásnak, de az 1520-as években az erőviszonyok az oszmánok javára változtak. Klissza kulcsfontosságú támaszpont volt a törökök számára, mivel innen lehetett ellenőrizni a Salona és Split közötti mezőt és az itt vezető fontos útvonalat. Ugyanakkor a nehezen elérhető sziklán való elhelyezkedése miatt nagyon nehéz volt meghódítani. A hasonló esetekhez hasonlóan a gyenge pontja az ellátás volt. A védők gyengítése érdekében az oszmánok a hozzá vezető utak mentén erődöket építettek, először Konjskoban és Klis-Grloban, majd Rupotinban. A salonai erőd 1531-ben mindössze három hét alatt épült meg, de már 1532. szeptember 18-án lerombolta Krusics Péter a klisszai vár híres kapitánya. A támadás során a vár teljes őrségét levágták és húsz ágyút is zsákmányoltak, melyeket Klisszára vontattak. Gazi Huszrev bég 1536 szeptemberében újjáépítette, ugyanakkor egy másik erődöt is építtetett a közeli Ozrnában. A mindössze húsz nap alatt újjáépített vár aztán nagy szerepet játszott Klissza 1537. március 12-én történő bevételében. Valószínű, hogy Krusics e vár alatt vívta meg utolsó csatáját. Ezzel Salona az Oszmán Birodalom határterületévé vált. Ezután az erőd sokáig nem volt használatban. Napóleon uralkodása alatt ismét helyreállították és egy lovas különítmény állomásozott benne. A 20. században Don Frane Bulić és Ejnar Dyggve kutatta. Az 1960-as években védetté nyilvánították.

## A vár mai állapota
A vár trapéz alakú volt a négy sarkán toronnyal. Az építkezés helyszínét több okból is választották. A vár keleti sáncait az ősi Salona sáncainak egy részének felhasználásával építették. Ezek a falak még az ókorból, 170-ből származtak, és a delmatiai cohors építette őket, Marcus Aurelius császár idejében. Fontos szempont volt a folyó közelsége, mely nehezítette a vár ostromát. A vár mellett haladt el a Splitről Klisszára menő út, és végül az ókori eredetű templom is szerepet játszott. A vár északkeleti részén ma is egy ókori építmény alapjaira épített ismeretlen titulusú templom maradványa található. A templom szabálytalan négyszög alaprajzú volt, középső részén nyolc darab nyolcszög alakú oszlop tartotta a kupolát, sarkaiban pedig további négy oszlop állt. Az összes oszlop egyiptomi gránitból készült és a római időkből származik. A templom a 6. században épült, de a 11. században megújították, és kőből készült berendezéssel látták el, amelyek töredékeit megtalálták. Gradina területe az elmúlt évtizedekben Solin kulturális eseményeinek központja volt. A nyári előadások színpadát 1979-ben állították itt fel, majd később egy betonszerkezettel korszerűsítették, amelyet a 2020-as feltárások során eltávolítottak. A vár gazdag nyári kulturális eseményeiről, koncertjeiről és színházi előadásairól is ismert.

## Fordítás
Ez a szócikk részben vagy egészben  a   Gradina (Solin) című horvát Wikipédia-szócikk ezen változatának fordításán alapul.  Az eredeti cikk szerkesztőit annak laptörténete sorolja fel. Ez a jelzés csupán a megfogalmazás eredetét és a szerzői jogokat jelzi, nem szolgál a cikkben szereplő információk forrásmegjelöléseként.